# Yohann Magnin
Yohann Magnin (Clermont-Ferrand, 21 giugno 1997) è un calciatore francese, centrocampista svincolato.

## Caratteristiche tecniche
È un centrocampista difensivo.

## Carriera
Cresciuto nel settore giovanile del Clermont Foot, la squadra della sua città natale, debutta fra i professionisti il 17 ottobre 2018 in occasione dell'incontro di Coppa di Francia vinto ai rigori contro il Gueugnon; il 4 dicembre seguente esordisce anche in Ligue 2 contro il Paris FC.
Il 25 gennaio 2019 firma il suo primo contratto professionistico passando definitivamente i prima squadra. Il 22 gennaio 2020 prolunga fino al 2023 ed il 7 febbraio seguente realizza la sua prima rete nella vittoria per 3-1 contro il Valenciennes. Al termine della stagione viene inserito da France Football nella formazione tipo della Ligue 2.
Il 14 aprile 2020 è vittima di un brutto infortunio nel match di campionato contro l'Amiens che comporta la rottura del legamento crociato anteriore destro.
Rientrato ad ottobre 2021 con il club nel frattempo promosso in Ligue 1, dopo alcuni incontri con la squadra riserve il 28 novembre ritorna in campo facendo il suo esordio assoluto nella massima divisione francese in occasione del match perso 1-0 contro lo Stade Reims. Il 1º dicembre seguente segna il primo gol in Ligue 1 nel pareggio interno per 2-2 contro il Lens.

## Statistiche
Statistiche aggiornate al 21 dicembre 2021.

### Presenze e reti nei club
| Stagione        | Squadra         | Campionato      | Campionato | Campionato | Coppe nazionali | Coppe nazionali | Coppe nazionali | Coppe continentali | Coppe continentali | Coppe continentali | Altre coppe | Altre coppe | Altre coppe | Totale | Totale | Totale |
| Stagione        | Squadra         | Comp            | Pres       | Reti       | Comp            | Pres            | Reti            | Comp               | Pres               | Reti               | Comp        | Pres        | Reti        | Pres   | Reti   |        |
| --------------- | --------------- | --------------- | ---------- | ---------- | --------------- | --------------- | --------------- | ------------------ | ------------------ | ------------------ | ----------- | ----------- | ----------- | ------ | ------ | ------ |
| 2015-2016       | Clermont Foot 2 | CFA2            | 1          | 0          |                 | -               | -               |                    | -                  | -                  |             | -           | -           | 1      | 0      |        |
| 2016-2017       | Clermont Foot 2 | CFA2            | 24         | 2          |                 | -               | -               |                    | -                  | -                  |             | -           | -           | 24     | 2      |        |
| 2017-2018       | Clermont Foot 2 | N3              | 25         | 1          |                 | -               | -               |                    | -                  | -                  |             | -           | -           | 25     | 1      |        |
| 2018-2019       | Clermont Foot 2 | N3              | 12         | 0          |                 | -               | -               |                    | -                  | -                  |             | -           | -           | 12     | 0      |        |
| 2021-2022       | Clermont Foot 2 | N3              | 3          | 0          |                 | -               | -               |                    | -                  | -                  |             | -           | -           | 3      | 0      |        |
| 2018-2019       | Clermont Foot   | L2              | 12         | 0          | CF+CdL          | 2+0             | 0               |                    | -                  | -                  |             | -           | -           | 14     | 0      |        |
| 2019-2020       | Clermont Foot   | L2              | 21         | 1          | CF+CdL          | 1+2             | 0               |                    | -                  | -                  |             | -           | -           | 24     | 1      |        |
| 2020-2021       | Clermont Foot   | L2              | 30         | 2          | CF              | 1               | 0               |                    | -                  | -                  |             | -           | -           | 31     | 2      |        |
| 2021-2022       | Clermont Foot   | L1              | 5          | 1          | CF              | 1               | 0               |                    | -                  | -                  |             | -           | -           | 6      | 1      |        |
| Totale carriera | Totale carriera | Totale carriera | 137        | 11         |                 | 7               | 0               |                    | -                  | -                  |             | -           | -           | 144    | 11     |        |